# Myrmelachista brevicornis
Myrmelachista brevicornis är en myrart som beskrevs av Wheeler 1934. Myrmelachista brevicornis ingår i släktet Myrmelachista och familjen myror. Inga underarter finns listade i Catalogue of Life.